# Maison Schroyens
Pour les articles homonymes, voir Schroyens.
La maison Schroyens (en néerlandais : Huis ou Burgerhuis van Schroyens) est une réalisation de style Art nouveau de l'architecte Frans Smet-Verhas. Elle se trouve à Anvers en région flamande (Belgique).
Elle a été construite en 1908 pour Pieter Jan Schroyens et est classée et reprise sur la liste des monuments historiques de Berchem depuis le 4 décembre 2003.

## Situation
Cette maison se situe dans le quartier anversois de Zurenborg qui est connu pour être le principal quartier Art nouveau de la ville portuaire belge. Elle se trouve au no 135 de Lange van Ruusbroecstraat. Cette maison ressemble assez à la maison Selderslachts-Clasman construite quatre ans auparavant par le même Frans Smet-Verhas.

## Description
La façade de la maison Schroyens compte trois niveaux plus un entresol et trois travées. Elle est bâtie en brique blanche entrecoupée de bandeaux de brique bleue vernissée et de pierre moulurée. Le soubassement est en pierre de taille. 
Cinq baies vitrées du rez-de-chaussée et du premier étage forment des arcs outrepassés composés de briques blanches et bleues en alternance ainsi que de clés de voûte et de claveaux en pierre blanche sculptée. Toutes les impostes des baies sont constituées de vitraux de teintes bleues ou jaunes. Un larmier est présent sous chaque baie.
Au premier étage, un balcon est soutenu par deux petites consoles latérales de pierre et une plus grande centrale en fer. Ce balcon de base incurvée est formé de trois piliers de pierre aux formes évasées et de quelques fers forgés. 
Trois mosaïques rectangulaires se longent à l'entablement sous la corniche à pans coupés. Celle du milieu représente une figure de dame en médaillon entourée de fleurs blanches. Les mosaïques latérales reprennent ces fleurs blanches et leur feuillage.

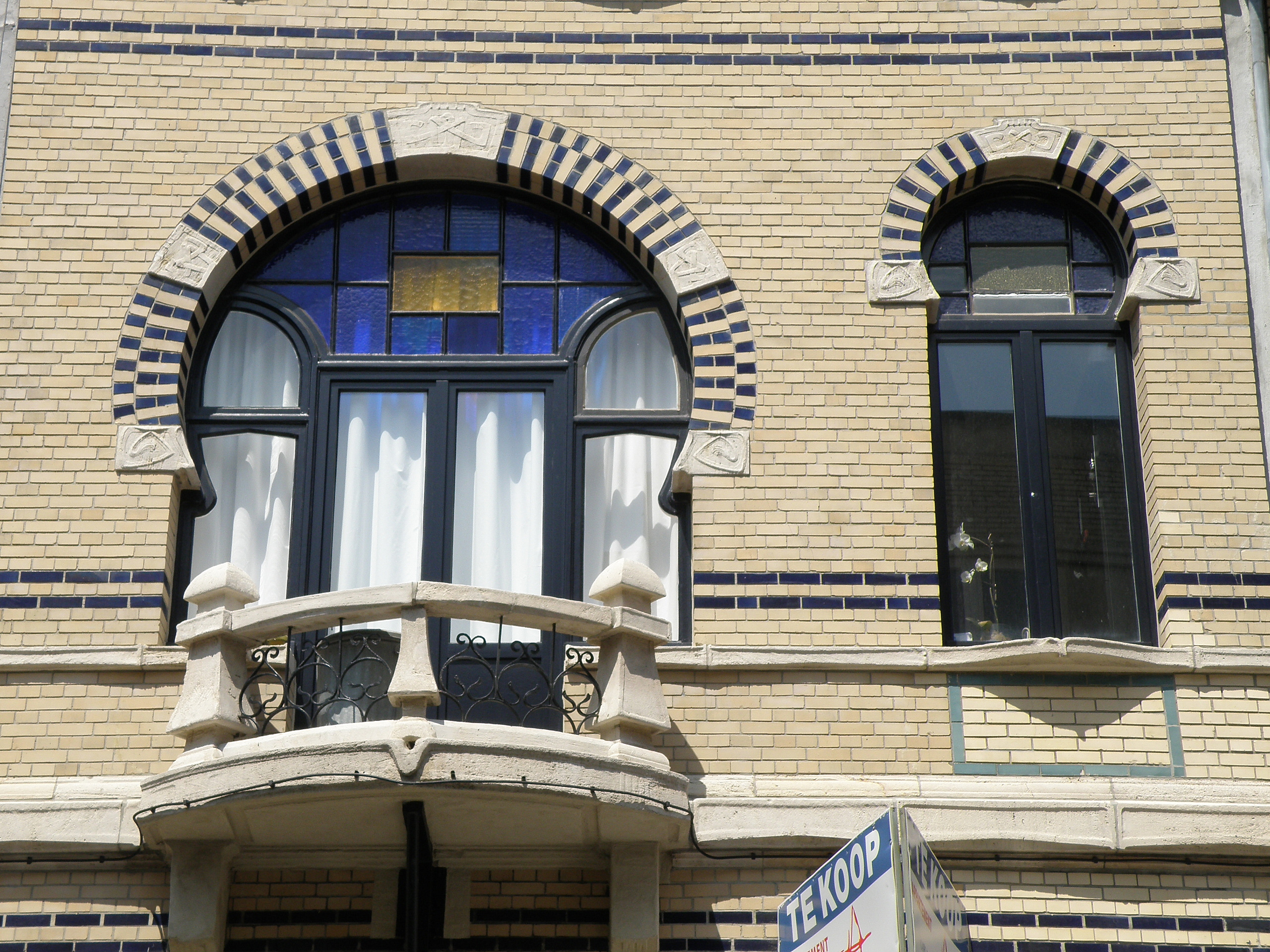

## Source
- (nl) https://inventaris.onroerenderfgoed.be/erfgoedobjecten/7212